# Rulah
Rulah, la diosa de la jungla (ingl.Rulah, the jungle goddess) es un personaje de ficción, una muchacha de la selva  protagonista de una serie de comics  editados por la compañía Fox Feature Syndicate. Su primera aparición antes de tener su propia revista, fue en la tira Zoot Comics #7 en junio de 1947.  El artista Matt Baker se encargó del diseño del personaje y de la ilustración de las tiras, antes de que sus compañeros Jack Kamen y Graham Ingels lo asistieran en el diseño. Por su parte, Jack Kamen estuvo a cargo de las portadas de los comics. 

## Historia del personaje
La piloto de aviones Jane Dodge es una muchacha norteamericana  aburrida de su vida cotidiana, que decide aventurarse con un avión de un solo tripulante, a realizar una travesía por el continente africano. Presuntamente cuando atravesaba el Congo, su avión sufre un desperfecto y se estrella matando a una jirafa durante la caída. La muchacha se ve en el medio de la espesura sin posibilidades de reparar su vehículo y opta por quedarse a vivir allí usando sus conocimientos de supervivencia. Se confecciona una bikini con la piel de la jirafa que pereciera en el accidente y pronto se relaciona con una tribu nativa local, a la cual salva de su malévola jefa Nurla, una mujer blanca que usa el engaño para someter a la tribu a realizar lo que ella les indique. 
Rápidamente Jane aprende a sobrevivir en la jungla y así se enfrenta ante los ojos de los nativos a una gigantesca cobra, luego confronta a un guerrero que intenta matar a la piloto con una lanza y finalmente hace frente a un agresivo leopardo armada solamente con un cuchillo y su propia fuerza. Luego de que Nurla huya de la tribu, los nativos le dan a jane el nombre de Rulah la diosa de la selva. 
Pese a que Rulah tiene la oportunidad de viajar nuevamente a los Estados Unidos  o incluso a otras importantes ciudades en algunas oportunidades, ella decide continuar con su nueva vida en la selva y vuelve allí una y otra vez. 
En el capítulo # 20 Rulah es puesta prisionera junto a un joven hombre que resulta ser su antiguo novio, Tim Pointer el cual conoce su verdadero nombre y enterándose de que ella había desaparecido en la selva, decide ir en su búsqueda. Rulah le explica que él amó a una muchacha diferente a la que ella era ahora y que la selva era su hogar. Aunque sigue habiendo cierta pasión entre ellos, al final del capítulo se despiden y Rulah reflexiona que las cosas serán mejor de esa manera. 
De acuerdo con  la Enciclopedia de Superhéroes de la Edad de Oro de Jess Nevins "ella se las vé con enemigos comunes como animales salvajes, brujos nativos y brujos blancos, y enemigos extraordinarios como harpías del Hades, la Reina Pantera, el Tirano Sediento de Till, el Napoleón de la selva, los vikingos de hielo del Valhalla o las mujeres simio de Antilla". 

## Diseño del personaje
El éxito de los cómics de Sheena publicados por Fiction House inspiraron a la compañía Fox Feature Syndicate a la creación de su propia muchacha de la selva.  Matt Baker, el artista que le daría vida a Rulah, ya había trabajado unos tres años antes como dibujante y entintador de Sheena la reina de la selva # 69 de Jumbo Comics. Rulah se convertiría en sus orígenes en la única heroína de la selva en tener un cabello negro azabache, a diferencia de Sheena, Tiger Girl o Camilla que eran rubias.  En lugar de llevar una malla enteriza, Mat Baker a su vez diseñó al personaje vistiendo un bañador de dos piezas o bikini, prenda que había sido presentada públicamente apenas un año antes, en 1946, por el ingeniero Louis Reard a través de su modelo Michelini Bernardini. Baker también rediseñó en esa época al personaje de Phantom Lady, para que llevase a su vez esa clase de prenda de vestir. 
Baker diseñó a Rulah dentro de su propio estilo artístico donde él es considerado como uno de los mejores dibujantes de muchachas bellas (en ingl. "good girls art") aunque al mismo tiempo solía representarlas de manera físicamente poderosas, de alta estatura y torsos pronunciados 

#### Características estéticas
La estética de Rulah es similar a algunas de las modelos de pin ups hollywoodenses de la década de 1940 entre las que destacan actrices de prestigio como Jane Russell, Ava Gardner Yvonne De Carlo o incluso la mexicana María Félix, mientras que otros personajes femeninos dentro de la tira adhieren a los mismos parámetros de esteticidad..
Rulah aparece como una mujer de imponente figura, alta y con largo y enrulado cabello negro azabache, ataviada únicamente con una malla de dos piezas o bikini confeccionada con la piel de una jirafa. Anda casi siempre descalza y su única arma consiste en un cuchillo. 
Dentro de la historia cuando Rulah se ve  obligada a viajar a USA para atender algún asunto específico, ella luce con elegantes vestidos y calzado como cualquier otra mujer de la ciudad, sin embargo al verse envuelta en alguna nueva aventura o peligro al que tiene que enfrentarse,ella vuelve a ataviarse con la ropa que usa en la selva. 
Rulah se destaca por su extraordinaria belleza, la cual suele ser motivo de admiración tanto de adolescentes y hombres como también de otras mujeres al punto de que una diseñadora de modas le proponen a Rulah trabajar como modelo en uno de los capítulos.

### Habilidades
Rulah posee una gran fuerza y agilidad dentro de los límites máximos humanos, demostrando ser capaz de dar grandes saltos, columpiarse entre los árboles y lianas con cierta maestría o combatir cuerpo a cuerpo con uno o más de sus enemigos debido a sus conocimientos previos de Jiujitsu cuando vivía en los Estados Unidos, y también a sus instintos natos de supervivencia.  Ha habido ocasiones donde se necesitaron al menos tres o cuatro hombres para poder someterla  en otras, también en un combate directo sin armas, ha sido capaz de arrojar por el aire a alguno de sus atacantes con un solo movimiento o dejarlos inconscientes con una sola certera patada, debido a sus reacciones y capacidades naturales como luchadora.  
Cuando una tribu de mujeres guerreras  atacaron el poblado del principe nativo Gahna él es rescatado por Rulah la cual se enfrenta sin armas a todo un grupo de ellas, dejando fuera de combate a varias antes de que una estampida de cebras las obligue a huir del poblado. 
Aunque Rulah suele enfrentarse la mayoría de las veces a animales salvajes con su cuchillo como única arma, ha logrado someter en al menos una oportunidad a un enorme cocodrilo en el agua, rodeándolo con sus piernas por detrás mientras que en otra oportunidad, para salvar la vida de una joven norteamericana que estaba a punto de ser atacada por un enorme leopardo, Rulah logra asfixiarlo entre sus brazos usando solamente su fuerza. 
También ha conseguido realizar algunas hazañas de fuerza, rompiendo las ligaduras con las que pretendían sus captores sujetarla o en cierta ocasión donde un grupo de agresivos nativos que sometían a los lugareños como esclavos, habían montado su guarida en una especie de fortín  sobre pilotes en el medio de un lago poblado de cocodrilos, al ser recibida por una lluvia de disparos, Rulah se sumerge bajo las aguas y logra romper solo con la fuerza de sus brazos uno de los enormes pilotes sometido a la acción del agua, hasta conseguir que la enorme choza fortín se desmorone cayendo junto con todos sus ocupantes al lago. 
En el capítulo La bestia de hielo Rulah demuestra una innata resistencia al frío soportando durante horas intensas nevadas y caminar en el hielo descalza y solo ataviada con su tradicional malla.

### Cronología de las publicaciones
La primera historieta de Rulah se editó en Zoot Comics # 7  y a partir de la edición # 17 Zoot Comics pasó a llamarse Rulah la diosa de la selva.  También apareció en All Top Comics junto a Dagar el halcón del desierto y Blue Beetle. Su última aparición fue en su propia tira Rulah # 27 en junio de 1949. También en ese año All Top Comics fue cancelado. A partir de allí se darían reediciones de todos los episodios anteriores en distintas revistas como Terrors of the jungle, Voodoo o Terrifying Tales y Strange Fantasy.
Con un guion original, su último número tuvo lugar en 2004 dentro del cómic Femforces # 129 en 2004 con el título de "Clash of gods" (Choque de dioses) con guion de Enrico Teodorani y dibujado por Antonio Conversano 

## El nombre Rulah
El nombre de Rulah es originario del latín donde significa modelo, patrón o ejemplo. En una de sus variantes Rule en inglés también puede significar regir, gobernar y a esta última variante pareciera ser a la que los nativos eluden cuando le dan a Jane ese nombre. 